# 요시모토 다케시
요시모토 다케시(일본어: 吉本 武, 2001년 10월 23일~)는 일본의 축구 선수이다.

## 구단 경력
그는 2024년 J3리그의 FC 류큐에 입단했다.